# 政治行動委員會
政治行動委員會（英語：Political Action Committee）是美國的一種527組織，它將成員們的競選捐款匯集到一起用於捐贈給候選人的選舉活動、提案或立法。 政治行動委員會也是一個法律術語，美國競選資金改革期間，有人提出這個術語，因而這個術語是專用於美國所有的競選資金活動；而其他國家和地區對於競選或政治競爭的開支則通常稱為“政治資金”。在美國聯邦層面，如果一個組織為影響政治選舉而收入或支出超過1,000美元且於聯邦選舉委員會登記註冊，則被視為一個政治行動委員會。這是根據《美國聯邦競選法》的規定，該法於2002年被《兩黨競選改革法案》（也稱“麥凱恩－費因戈爾德法案”）所修訂。 而在州層面，則依據各州的選舉法規定而定。
來自公司或工會財務部門的獻金是非法的，但是它們可能會選擇贊助政治行動委員會並為其管理或籌款提供財務支持。隸屬於工會的政治行動委員會只能向工會成員募捐；而獨立的政治行動委員會則可以面向公眾募款並從中支付自己的運營成本。

## 概述
聯邦多候選人政治行動委員會可以給予候選人如下捐輸：
- 每次選舉向候選人或候選人委員會捐獻5,000美元（初選和大選分開計算）；
- 每年向政黨捐獻15,000美元；
- 每年向另一個政治行動委員會捐獻5,000美元。
- 而在獨立於候選人及政黨以外時，政治行動委員會的開支則不受限制。

在2010年“聯合公民訴聯邦選舉委員會案”的裁決中，美國聯邦最高法院推翻了《兩黨競選改革法案》中禁止企業和工會在政治競選中進行獨立支出的條款。 通過該項裁決，禁止公司或工會財務部門用於資助競選活動的獨立開支是違憲的，但同時依舊裁定禁止公司和工會直接捐款給聯邦競選活動。 這些尋求為聯邦候選人提供捐款的組織還是必須依靠傳統的政治行動委員會。

## 歷史
政治行動委員會誕生於1943年的勞動運動。 第一個政治行動委員會是成立於1943年7月的產聯－政治行動委員會，該委員會由產業工會聯合會總裁菲利普·穆雷領導並由西德尼·希爾曼直接主管。它是在美國國會禁止工會直接向政治候選人捐款後成立的。 該限制最初是通過《1907年蒂爾曼法案》對公司起效， 但隨後因為1943年通過的《史密斯－康納利法案》修訂後並擴大到工會上。 這些立法導致政治行動委員會的誕生，而於1970年代產生的一系列競選改革立法則是加速了政治行動委員會的出現。

## 類別
美國聯邦立法僅僅允許兩種類型的政治行動委員會，即：關聯型和非關聯型。但通過司法程序使得第三種政治行動委員會得以合法，即獨立的僅僅只支出政治獻金的政治行動委員會（也就是“超級型政治行動委員會”）。

### 關聯型
美國境內目前4,600個已註冊的活躍的政治行動委員會中的絕大部分都是“關聯型政治行動委員會”，有時也被稱為“企業型政治行動委員會”。它們由企業、非營利組織、工會、貿易團體或衛生機構所建立，只能面向“受限制的群體”募集和接收資金；這些群體通常由公司的經理、股東或非營利組織、工會及利益集團的成員組成。截至2009年1月，所有已註冊的政治行動委員會中有1,598個與企業相關、272個與工會相關，以及995個與貿易組織相關。

### 非關聯型
某些具有意識形態的團體、單一議題團體以及國會議員或其他政治領袖可能會組織“非關聯型政治行動委員會”，這些非關聯型政治行動委員會可以接受任何個人、關聯型政治行動委員會及組織的資金。截至2019年1月，全美大約有1,594個非關聯型政治行動委員會；這是所有政治行動委員會類別中增長最快的。

### 領導型
在美國，民選官員及政黨不能直接向候選人提供超過聯邦法律所限制的金額，但是他們可以組建一個獨立支出的領導型政治行動委員會。只要該領導型政治行動委員會的支出不與其他候選人協調，那麼此類支出是不受限制的。
按照聯邦選舉委員會的劃分，領導型政治行動委員會屬於非關聯型政治行動委員會，因此可以接受個人和其他政治行動委員會的捐贈。由於現任官員跟容易吸引捐款，所以領導型政治行動委員會相當於佔據執政地位的政黨從其他政黨手中吸取份額的一種手段。雖然由當選官員領導的領導型政治行動委員會不能直接給自己的競選活動提供資金，但是卻可以通過贊助旅行、管理費用、顧問、投票或其他非競選活動來間接幫助其獲選。
在2018年度選舉週期裡，領導型政治行動委員會共計想聯邦候選人捐贈了超過6,700萬美元的獻金。

#### 爭議行為
- 前共和黨眾議員約翰·杜里圖名下的領導型政治行動委員會向一家只僱傭其妻子的公司支付了總開支的15%。其中，2003年和2004年支付給他妻子公司的款項為68,630美元，而2005年和2006年則分別為224,000美元。因此，杜里圖家族在2007年受到了突襲式調查。[20] 經過數年調查，司法部於2010年6月宣佈撤銷此案且並未提出任何訴訟。

- 一家領導型政治行動委員會向博士公司購買了2,139美元的禮物。[21]

- 前共和黨眾議員理查德·龐博（英语：Richard Pombo）通過其領導型政治行動委員會向酒店支付了價值22,896美元的賬單並為其支持者購買了價值320美元的棒球球票。[22]

- 美國眾議院議長南希·佩洛西名下的領導型政治行動委員會——“多數隊（Team Majority）”遭到聯邦選舉官員開罰21,000美元，理由是“不當接受超出聯邦限額的捐款”。[23]

### 超級型
超級型政治行動委員會的正式名稱是“僅獨立開支型政治行動委員會”，這種政治行動委員會可以在獨立於競選外的其他活動（例如：廣告）中進行無限制的支出，但不得為競選人或協調競選人陣營及政黨提供資金貢獻。與傳統的政治行動委員會，超級型政治行動委員會可以從個人、公司、工會或其他團體募集資金，且接受捐贈的資金規模沒有限制。
超級型政治行動委員會能夠成立源自兩項司法裁決：“聯合公民訴聯邦選舉委員會案”，以及兩個月後的“SpeechNow網站訴聯邦選舉委員會案（Speechnow.org v. FEC）”。在“SpeechNow網站訴聯邦選舉委員會案”中，美國哥倫比亞特區聯邦巡迴上訴法院裁定，不向候選人、政黨及其他政治行動委員會捐款的政治行動委員會可以接受來自個人、工會和公司（盈利或非利潤部分）的無限制捐款以進行獨立支出。
“聯合公民訴聯邦選舉委員會案”和“SpeechNow網站訴聯邦選舉委員會案”的裁決結果就是導致在2010年誕生了一種新型的政治行動委員會，也就是後來通稱的“超級型政治行動委員會”。 在2010年7月22日的公開會議上，聯邦選舉委員會批准了兩項咨詢意見以根據法律修改聯邦選舉委員會的政策。 這些咨詢意見是因應兩個現有的政治行動委員會——保守派的“增長俱樂部”和自由派的“常識10（Commonsense Ten）”——的要求而發佈。它們的咨詢意見給出了一封措辭示例信函，所有的超級型政治行動委員會都必須提交一封這樣的示例信函才能夠解除管制狀態；時至今日，現在的超級型政治行動委員會也依然使用此類信函。聯邦選舉委員會主席斯蒂芬·瓦爾特對這兩個咨詢意見都持反對態度，並且他也給出了自己的意見。瓦爾特在他的聲明中強調“法院在‘SpeechNow網站訴聯邦選舉委員會案’中才裁決並未涉及到該法案及委員會條例中的某些規定，因此仍然可以禁止‘常識10’募集和接收超過5,000美元的捐款以及任何來自工會或公司的捐贈。”
“超級型政治行動委員會”這個名詞據說是由記者伊麗莎·紐琳·卡尼（Eliza Newlin Carney)所創造。 而根據政客的報道，在《CQ名單報》擔任遊說及影響領域撰稿的專欄作家伊麗莎·紐琳·卡尼“在《國家雜誌》工作時，首次公開報道中使用並定義了‘超級型政治行動委員會’這個名詞。在卡尼2010年6月26日所撰寫的一篇有關‘勞工聲音（Workers' Voices）’的報道里就認為這是一個‘超級型政治行動委員會’，隨後這個名詞就在‘聯合公民訴聯邦選舉委員會案’後變得流行起來。”
根據聯邦選舉委員會的意見，超級型政治行動委員會不得直接與候選人或政黨進行協調。此限制的目的在於防止超級型政治行動委員會與它們所支持的候選人進行互補性或平行性競選活動；亦或預防超級型政治行動委員會可能與候選人或現任官員進行任何交換條件談判。但是，候選人與超級型政治行動委員會的管理者通過媒體進行競選戰術或戰略探討卻是合法的。

#### 2012年總統大選
超級型政治行動委員會可能支持特定的候選人。在2012年美國總統大選中，超級型政治行動委員會發揮了重要作用；在共和黨初選中，超級型政治行動委員會的支出甚至超過了候選人自身的競選活動開支。 截至2012年4月上旬，“恢復我們的未來”——一個通常被認為是為支持米特·羅姆尼當選美國總統而成立的超級型政治行動委員會——已經花費了4000萬美元；而支持紐特·金里奇的“贏得我們的未來”超級型政治行動委員會則也已經花費了1600萬美元。 而一些超級型政治行動委員會則由候選人的前同事負責運營或提供建議。
在2012年的總統大選期間，給予超級型政治行動委員會的大部分資金來自富人而不是公司。 根據響應性政治中心的數據，在2011－2012財政年度裡，僅佔排名前100的超級型政治行動委員會捐贈者數量3.7%的人卻捐獻了超過捐贈總額80%的資金； 而不到“最活躍的超級型政治行動委員會”獲捐總額的0.5%是由上市公司所捐贈。
同樣也是根據響應性政治中心的數據顯示，截至2012年2月，作為超級政治行動委員會組織的313個團體收到了98,650,993美元並花費了46,191,479美元。這意味著即便在2012年選舉週期的早期，政治行動委員會的總收入已經大大超過了2008年的總收入。居於領先地位的超級政治行動委員會單獨所募集的資金已經超過了2008年排名前九的政治行動委員會所募款的總和。
由於過度依賴負面廣告，超級型政治行動委員會也招致了輿論的批評。
此章節所列2012年數據並包括州級政治行動委員會所募款項。

#### 2020年總統大選
2019年，伯尼·桑德斯與伊莉莎白·華倫在競選中為自己增加了籌款限制，包括“誓言放棄政治行動委員會獻金”。 雖然他們沒有接受關聯型或非關聯型政治行動委員會的捐贈，但桑德斯和華倫都至少得到了一個超級型政治行動委員會的支持。

#### 披露規則
截至2020年1月，美國國內至少已有聯邦政府與38個州的州政府要求超級型政治行動委員會全部或部分披露其獨立支出或競選通訊。 這些披露規則旨在阻止潛在或看似腐敗的捐贈。 同時，聯邦選舉委員會以及包括響應性政治中心在內的獨立機構也會對各家超級型政治行動委員會的捐款及開支進行追蹤。
然而，儘管有披露規則，但是選民仍然有可能在投票前無法獲知超級型行動委員會的捐贈對象。 例如在聯邦選舉中，政治行動委員會可以選擇是按“月度”或“季度”提交報告。 這使得政治行動委員會可以將在選舉最後幾天所募集的捐款在報告提交前突擊性支付完。
此外，在一個備受矚目的案例中，超級型政治行動委員會為了達到給捐款個人隱匿真實身份的目的而為其註冊了有限責任公司。 一家超級型政治行動委員會在其所提交的捐贈者名單裡有一家無跡可尋的有限責任公司捐贈了250,000美元，這導致了後面陸續有多名“秘密捐贈者”被調查了出來。 但是，競選資金專家認為這種策略已經違法，因為這已經構成以他人名義捐款的事實。

### 混合型
混合型政治行動委員會，有時也被稱為“凱里委員會”，是一種類似超級型政治行動委員會的政治行動委員會。它即可以有限度地向競選陣營或委員會提供資金，但也可以仍然無限度地進行獨立支出。

## 案例
響應性政治中心會在其網站按照每個選舉週期公佈當時最大的政治行動委員會排名。 用戶可以根據收入或支持類型，以及政黨和政治行動委員會的類別對名單進行篩選。

### 2016年大選
在2016年美國總統大選中，排名前十的政治行動委員直接或通過其子公司、附屬機構向總統候選人捐獻了總計29,349,895美元。
| 政治行動委員會名稱                 | 類別   | 資金 （單位：美元） | 備註            |
| ---------------------------------- | ------ | ------------------- | --------------- |
| 全國房地產經紀人協會               | 關聯型 | 3,444,276           |                 |
| 全國啤酒批發商協會                 | 關聯型 | 3,433,500           |                 |
| AT&T                               | 關聯型 | 3,433,500           |                 |
| 诺斯洛普·格鲁门                    | 關聯型 | 2,849,740           |                 |
| 全國航空交通管理員協會             | 關聯型 | 2,813,250           |                 |
| 國際鈑金、航空、鐵路及運輸工人協會 | 關聯型 | 2,797,450           |                 |
| 美國銀行家協會                     | 關聯型 | 2,768,330           |                 |
| 住房自由基金（House Freedom Fund）                   | 領導型 | 2,733,340           | 聯合馬克·米道斯 |
| 國家操作工程師聯盟                 | 關聯型 | 2,726,909           |                 |
| 全國汽車經銷商協會                 | 關聯型 | 2,666,400           |                 |

## 相關
| - 政治行動委員會列表 - 501(c)(4)組織 - 利益集團 - 美國競選資金 - 議題倡議廣告 | - 美國遊說 - 跟錢走 - 美國政治 - 軟錢 - 黑金 |

## 腳註
1. ↑  Kenneth Janda; Jeffrey Berry; Jerry Goldman.  10th Edition. Cengage Learning. 2008-12-19: 309  [2021-08-25]. ISBN 9780547204543. （原始内容存档于2021-08-25）.
2. ↑  . Commonwealth of Kentucky.   [2021-08-25]. （原始内容存档于2013-06-07）.
3. ↑  美國法典第52编 § 第30101節
4. ↑  . 美國眾議院.   [2021-08-25]. （原始内容存档于2021-08-25）.
5. ↑   (PDF). 聯邦選舉委員會.   [2021-08-25]. （原始内容存档 (PDF)于2021-08-25）.
6. ↑  James W. Ely Jr.; Joel B. Grossman. Kermit L. Hall , 编.  2nd Edition. Oxford University Press. 2005. ISBN 9780199916467.
7. ↑  美國法典第2编 § 第441b節
8. ↑   (PDF). 美國證券交易委員會.   [2021-08-25]. （原始内容存档 (PDF)于2021-03-29）.
9. ↑  Tom Murse. . ThoughtCo. 2020-08-06  [2021-08-25]. （原始内容存档于2021-08-25）.
10. ↑  Fredreka Schouten. . 今日美國報. 2017-04-04  [2021-08-25]. （原始内容存档于2021-08-25）.
11. 1 2 3  Richard Lehne. . 洛杉磯（加利福尼亞州）: SAGE. 2012: 169. ISBN 9781608710171.
12. ↑  Donald P. Haider-Markel; Michael A. Card. . 洛杉磯（加利福尼亞州）: SAGA. 2009: 896. ISBN 9780872893771.
13. ↑  Lawrence Patrick Devlin. . Transaction Books. 1987: 197. ISBN 9780887380785.
14. 1 2  . 聯邦選舉委員會. 2009-03-09  [2021-08-26]. （原始内容存档于2016-03-03）.
15. ↑  Danielle Kurtzleben. . 美國新聞與世界報道. 2010-09-27  [2021-08-26]. （原始内容存档于2021-08-26）.
16. ↑  Marcus Stern; Jennifer LaFleur. . ProPublica. 2009-09-26  [2021-08-26]. （原始内容存档于2009-12-20）.
17. ↑  . 聯邦選舉委員會.   [2021-08-26]. （原始内容存档于2012-03-10）.
18. ↑  . CQ名單報（英语：Roll Call）.   [2021-08-26]. （原始内容存档于2011-07-08）.
19. ↑  . OpenSecrets.org. 響應性政治中心.   [2021-08-26]. （原始内容存档于2019-08-03）.
20. ↑  Joel Seidman. . NBC新聞. 2007-04-19  [2021-08-26]. （原始内容存档于2021-08-26）.
21. ↑  . OpenSecrets.org. 響應性政治中心.   [2021-08-26]. （原始内容存档于2008-03-18）.
22. ↑  Jonathan Weisman; Jeffrey H. Birnbaum. . 華盛頓郵報. 2006-07-11  [2021-08-26]. （原始内容存档于2021-06-09）.
23. ↑  . 今日美國報. 2004-02-11  [2021-08-26]. （原始内容存档于2021-08-26）.
24. ↑  . OpenSecrets.org. 響應性政治中心.   [2021-08-27]. （原始内容存档于2021-08-27）.
25. ↑  Nancy Cordes. . CBS新聞. 2011-06-30  [2021-08-27]. （原始内容存档于2011-07-02）.
26. ↑  . 聯邦選舉委員會. 2010-07-22  [2021-08-27]. （原始内容存档于2016-03-04）.
27. ↑  後改名為“參議院多數黨政治行動委員會”。
28. ↑   (PDF). 聯邦選舉委員會.   [2021-08-27]. （原始内容存档 (PDF)于2021-02-28）.
29. ↑  Matt Corley. . Component Parts.   [2021-08-27]. （原始内容存档于2021-08-27）.
30. ↑  Dave Levinthal. . 政客.   [2021-08-27]. （原始内容存档于2016-04-07）.
31. ↑  Peter Grier. . 基督科學箴言報.   [2021-08-27]. （原始内容存档于2021-08-27）.
32. ↑  Katla McGlynn. . 赫芬頓郵報.   [2021-08-27]. （原始内容存档于2021-08-27）.
33. 1 2  Timothy Noah. . 新共和. 2012-03-29  [2021-08-27]. （原始内容存档于2021-08-27）.
34. ↑  Robert Farley. . 事實核查網（英语：FactCheck.org）. 2012-07-25  [2021-08-27]. （原始内容存档于2021-08-27）.
35. ↑  . 紐約時報.   [2021-08-27]. （原始内容存档于2018-03-23）.
36. ↑  Charles Riley. . 有線電視新聞網. 2012-03-26  [2021-08-27]. （原始内容存档于2021-08-27）.
37. ↑  Anna Palmer; Abby Phillip. . 政客. 2012-03-08  [2021-08-27]. （原始内容存档于2021-08-27）.
38. ↑  . OpenSecrets.org. 響應性政治中心.   [2021-08-27]. （原始内容存档于2019-06-12）.
39. ↑  Brian C. Mooney. . 波士頓環球報. 2012-02-02  [2021-08-27]. （原始内容存档于2012-06-09）.
40. ↑  Glenn Kessler. . 華盛頓郵報. 2019-01-25  [2021-08-28]. （原始内容存档于2020-02-25）.
41. ↑  Salvador Rizzo. . 華盛頓郵報. 2019-09-30  [2021-08-28]. （原始内容存档于2020-02-18）.
42. ↑  . 聯邦選舉委員會.   [2021-08-28]. （原始内容存档于2021-03-08）.
43. ↑  Tucker Higgins. . CNBC. 2020-02-20  [2021-08-28]. （原始内容存档于2020-03-06）.
44. ↑  Molly Hensley-Clancy. . BuzzFeed. 2020-02-20  [2021-08-28]. （原始内容存档于2020-02-25）.
45. ↑  Daniel Winik. . Student Prize Papers (耶魯法學院). 2010, 82  [2021-08-28]. （原始内容存档于2021-08-28）.
46. ↑  Richard Briffault. . Election Law Journal: Rules, Politics, and Policy (Mary Ann Liebert, Inc.). 2010-12, 9 (4): 273–303. doi:10.1089/elj.2010.9408.
47. ↑  Anita S. Krishnakumar.  (PDF). Alabama Law Review. 2007-02-18, 58 (3): 513–573  [2021-08-28]. （原始内容存档 (PDF)于2021-08-28）.
48. ↑  . 聯邦選舉委員會.   [2021-08-29]. （原始内容存档于2021-02-13）.
49. ↑  . OpenSecrets.org. 響應性政治中心.   [2021-08-29]. （原始内容存档于2020-11-07）.
50. ↑  Gail Russell Chaddock. . 阿拉斯加遞信報（英语：Alaska Dispatch）. 基督科學箴言報. 2012-02-02  [2021-08-29]. （原始内容存档于2012-03-08）.
51. ↑  R. Sam Garrett.  (PDF). 美國科學家聯盟.   [2021-08-29]. （原始内容存档 (PDF)于2021-07-05）.
52. ↑  . 聯邦選舉委員會.   [2021-08-29]. （原始内容存档于2016-02-16）.
53. ↑  John Blake. . 有線電視新聞網. 2012-02-04  [2021-08-29]. （原始内容存档于2021-08-29）.
54. ↑  Colbert I. King. . 華盛頓郵報. 2012-01-13  [2021-08-29]. （原始内容存档于2019-12-12）.
55. ↑  Michael Luo. . 紐約時報. 2012-02-07  [2021-08-29]. （原始内容存档于2012-02-08）.
56. ↑  Brad Smith. . 自由言論研究所（英语：Institute for Free Speech）. 2011-08-05  [2021-08-29]. （原始内容存档于2017-07-14）.
57. ↑   (PDF). 聯邦選舉委員會.   [2021-08-26]. （原始内容存档 (PDF)于2018-11-08）.
58. ↑  Dave Levinthal. . 政客. 2012-01-21  [2021-08-26]. （原始内容存档于2021-08-27）.
59. ↑  . 響應性政治中心.   [2021-08-25]. （原始内容存档于2020-07-29）.